# Opstandelseskirkens Sogn

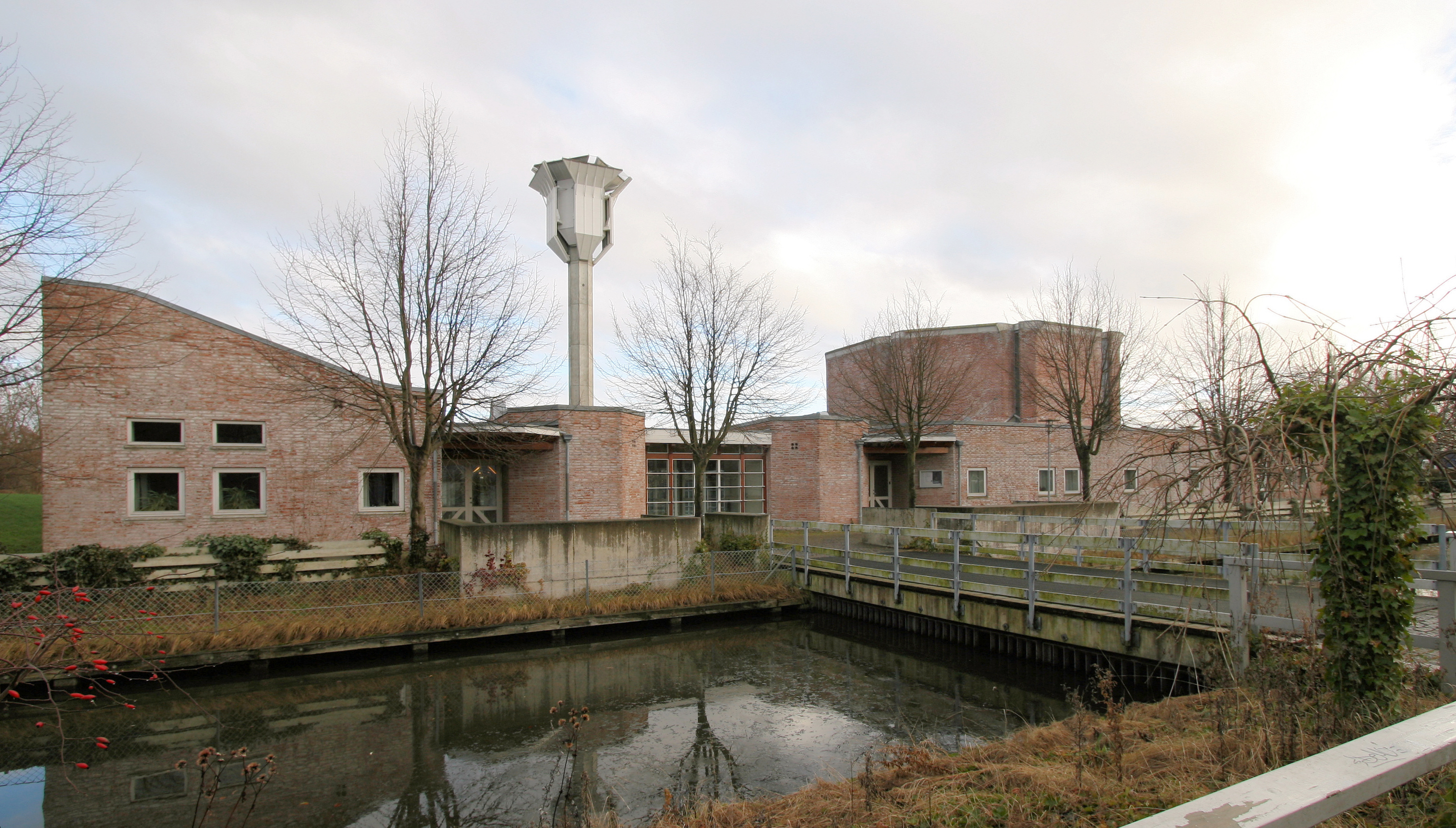
Opstandelseskirken

Opstandelseskirkens Sogn ist eine Kirchspielsgemeinde (dän.: Sogn) in der Gemeinde Albertslund im Vorortbereich der dänischen Hauptstadt Kopenhagen. Bis 1970 gehörte sie zur Harde Smørum Herred im damaligen Københavns Amt. Mit der Auflösung der Hardenstruktur wurde das Kirchspiel in die Kommune Albertslund aufgenommen, diese blieb mit der Kommunalreform zum 1. Januar 2007 unverändert, gehört aber seitdem zur Region Hovedstaden.
Am 1. Januar 2023 lebten 9361 Einwohner im Kirchspiel, auf dem Gebiet der Gemeinde liegen die Opstandelseskirken und die Holsbjerg Kirke.
Nachbargemeinden sind im Nordosten Herstedøster Sogn und im Nordwesten Herstedvester Sogn, sowie auf dem Gebiet der Glostrup Kommune im Osten Glostrup Sogn, auf dem Gebiet der Brøndby Kommune im Südosten Brøndbyvester Sogn, auf dem Gebiet der Vallensbæk Kommune im Süden Vallensbæk Sogn und im Südwesten auf dem Gebiet der Høje-Taastrup Kommune das Kirchspiel Taastrup Nykirke Sogn.